# Bell-Boeing V-22 Osprey
El Bell-Boeing V-22 Osprey (águila pescadora en inglés) es una aeronave militar polivalente, catalogada como convertiplano o aeronave de rotores basculantes, que tiene tanto capacidad de despegue y aterrizaje verticales (VTOL), como de despegue y aterrizaje cortos (STOL). Fue diseñado para combinar la funcionalidad de un helicóptero convencional con las capacidades de alta velocidad de crucero y largo alcance de un avión turbohélice.
El V-22 se originó a partir del programa aeronáutico Joint-service Vertical take-off/landing Experimental (JVX) del Departamento de Defensa de los Estados Unidos iniciado en 1981. Al equipo formado por los fabricantes Bell Helicopter y Boeing Helicopters se le adjudicó en 1983 un contrato de desarrollo para la aeronave de rotores basculantes. El equipo Bell-Boeing produce conjuntamente la aeronave. El V-22 realizó su primer vuelo en 1989; a continuación comenzó su fase de pruebas, durante la que sufrió diversas alteraciones en el diseño. La complejidad y las dificultades por ser el primer convertiplano destinado al servicio militar en el mundo dieron lugar a muchos años de desarrollo antes de que el V-22 pasara a estado operacional.
El Cuerpo de Marines de los Estados Unidos comenzó el entrenamiento de tripulantes para el Osprey en el año 2000, y lo introdujo en servicio en 2007; está complementando y al final acabará reemplazando a los helicópteros CH-46 Sea Knight. El otro operador del V-22, la Fuerza Aérea de los Estados Unidos, desplegó su versión del convertiplano en 2009. Desde entonces el Osprey ha sido desplegado en operaciones de combate en Irak y Afganistán.
Las elevadas prestaciones del Osprey le confieren una gran versatilidad y capacidad multimisión: transporte de tropas, asalto aerotransportado, apoyo al combate, infiltración y extracción de fuerzas especiales, búsqueda y rescate en combate, evacuación sanitaria, logística y aprovisionamiento, y cisterna, en un futuro próximo.
El V-22A es el resultado de la colaboración entre el grupo aeronáutico estadounidense Boeing Company, como principal contratista, y Bell Helicopter Textron Inc., como subcontratista principal.
Diseñado desde su origen como una aeronave de uso militar, el V-22A Osprey ha sido diseñado para cumplir con los requerimientos operativos de los cuatro servicios armados estadounidenses (Ejército, Armada, Fuerza Aérea y Cuerpo de Marines).
Entre sus características técnicas más sobresalientes destacan la alta velocidad, la capacidad de despegue y aterrizaje verticales, el reabastecimiento en vuelo, que le otorga un gran radio de acción, y sus rotores retráctiles y sección alar móvil, que facilitan el despliegue a bordo de buques y su aerotransporte.

## Desarrollo

### Desarrollo inicial
El Departamento de Defensa de los Estados Unidos empezó el proyecto V-22 en 1981, liderado por el Ejército y después por la Armada, que desarrolló el sistema de despegue vertical. El desarrollo a escala completa del V-22 empezó en 1986. El V-22 es construido conjuntamente por Bell Helicopter Textron y Boeing Helicopters. Algunas partes del avión se fabrican en Filadelfia, Pensilvania, Grand Prairie, Texas y Fort Worth. El ensamblaje se produce en Amarillo, Texas. El desarrollo conjunto se conoce como Bell Boeing.

### Pruebas en vuelo y cambios en el diseño

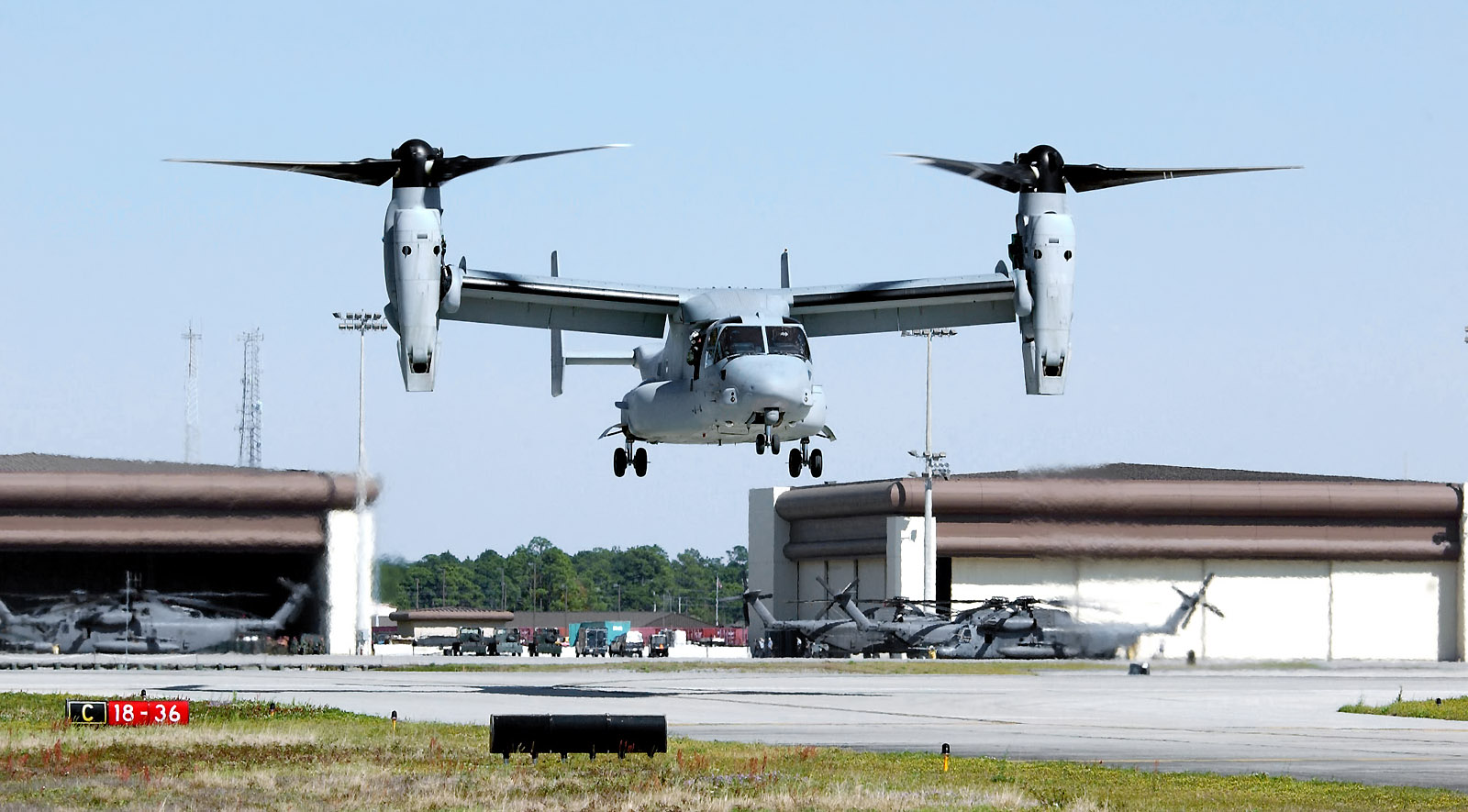
MV-22 Osprey del Cuerpo de Marines de los Estados Unidos aterrizando en Hurlburt Field, Florida, en abril de 2006.

El primero de los seis prototipos del MV-22 voló por primera vez el 19 de marzo de 1989 en modo de helicóptero, y el 14 de septiembre del mismo año como avión de ala fija. El tercer y cuarto prototipos completaron satisfactoriamente los primeros ensayos marítimos del Osprey en el buque USS Wasp en diciembre de 1990. Los prototipos cuatro y cinco se estrellaron entre 1991 y 1992. Desde octubre de 1992 hasta abril de 1993, Bell y Boeing rediseñaron el V-22 para reducir su peso en vacío, simplificar su fabricación y reducir los costes de producción. Esta versión modificada se convirtió en el modelo V-22B. Los vuelos del V-22 fueron reanudados en junio de 1993, tras incorporar mejoras de seguridad en los prototipos. En junio de 1994 se adjudicó a Bell Boeing un contrato para la fase de desarrollo de ingeniería de fabricación (EMD). Los prototipos también incorporaron cambios para ajustarse a la configuración del modelo B. Las pruebas en vuelo en esta etapa se centraron en la ampliación de la envolvente de vuelo, en la medición de las cargas de vuelo, y apoyar el rediseño EMD. Estas y otras pruebas en vuelo con los primeros V-22 continuaron hasta 1997.
La prueba en vuelo con cuatro V-22 de desarrollo comenzó a principios de 1997, cuando fue entregado el primer ejemplar de preproducción al Centro de Prueba de Guerra Aeronaval en la Estación Aeronaval Patuxent River, Maryland. El primer vuelo EMD tuvo lugar el 5 de febrero de 1997. Las pruebas se retrasaron. La primera de las cuatro aeronaves de producción inicial a bajo ritmo, encargadas el 28 de abril de 1997, fue entregada el 27 de mayo de 1999. El Osprey número 10 completó los segundos ensayos marítimos del programa, esta vez desde el USS Saipan en enero de 1999. Durante las pruebas de carga externa de abril de 1999, Boeing utilizó un V-22 para elevar y transportar un obús M777.

### Controversias
El proceso de desarrollo del V-22 ha sido largo y controvertido, en parte debido a los grandes aumentos de su coste. El presupuesto de desarrollo del V-22 fue planificado inicialmente en 25000 millones de dólares en 1986; luego se incrementó a 30000 millones, proyectados en 1988. Hasta 2008 se han gastado 27000 millones de dólares en el programa del Osprey y se necesitarían 27200 millones más para completar la producción del número de aeronaves planeado.

Sus costes de producción [del V-22] son considerablemente mayores que los de helicópteros con capacidad equivalente - específicamente, casi el doble que los del CH-53E, que tiene una mayor carga útil y la capacidad para transportar equipos pesados que el V-22 no tiene... la producción de una unidad Osprey puede costar en torno a 60 millones, y 35 millones un helicóptero equivalente.
Michael E. O'Hanlon, 2002.

El antiguo comandante del escuadrón de V-22 en la Estación Aérea del Cuerpo de Marines New River, el teniente coronel Odin Lieberman, fue relevado de su cargo en 2001, después de ser acusado de dar instrucciones a su unidad de que necesitaban falsificar los registros de mantenimiento para hacer que la aeronave pareciese más fiable. Tres oficiales se vieron implicados más tarde en el escándalo de falsificación.

## Diseño
El V-22 Osprey, primera aeronave de rotores basculantes del mundo que entró en producción, cuenta con una góndola con dos motores de turboeje, que están conectados por transmisión a sus dos hélice-rotores de tres palas montados en cada una de las dos puntas alares, de modo que cualquiera de los dos motores puede mover las dos hélices. Es clasificada como una aeronave de sustentación motorizada por la Administración Federal de Aviación. Para despegar y aterrizar, normalmente opera como un helicóptero con las góndolas en posición vertical y, por consiguiente, las hélices-rotores en posición vertical. Una vez en el aire, las góndolas rotan 90° hacia adelante en tan solo 12 segundos para realizar el vuelo horizontal, convirtiendo el V-22 en algo similar a un avión turbohélice para lograr una mayor velocidad y menor consumo de combustible. El V-22 también tiene la capacidad de realizar despegues y aterrizajes cortos (STOL) rotando los góndolas hacia adelante hasta 45°. Para ser almacenado y transportado de forma compacta, el ala del V-22 rota hasta alinearse, de delante hacia atrás. Las palas de las hélices-rotores también se pueden plegar en una secuencia de 90 segundos de duración. Los materiales compuestos suponen un 43% de la estructura del V-22. Las palas también recurren a materiales compuestos.
Uno de sus principales inconvenientes es que no puede realizar una autorrotación (aterrizaje de emergencia) debido a que usa hélices y no rotores como un helicóptero, de modo que en vuelo estático y por debajo de los 490 metros de altura, la pérdida de los dos motores puede causar un accidente sin supervivencia. Sin embargo, cuando se vuela a mayor altura y/o a mayor velocidad, sí es posible realizar un aterrizaje de emergencia como un avión aprovechando la sustentación de sus alas.

### Componentes

#### Electrónica
| Sistema                     | País                      | Fabricante  | Notas                                                 |
| --------------------------- | ------------------------- | ----------- | ----------------------------------------------------- |
| Red de datos                |                           |             | MIL-STD-1553B                                         |
| Sistema de control de vuelo | Bandera del Reino Unido   | BAE Systems | Triple-dual FBW digital. Bucle completamente cerrado. |
| ACAS II                     | Bandera de Estados Unidos | Honeywell   | MILACAS XR                                            |

## Variantes

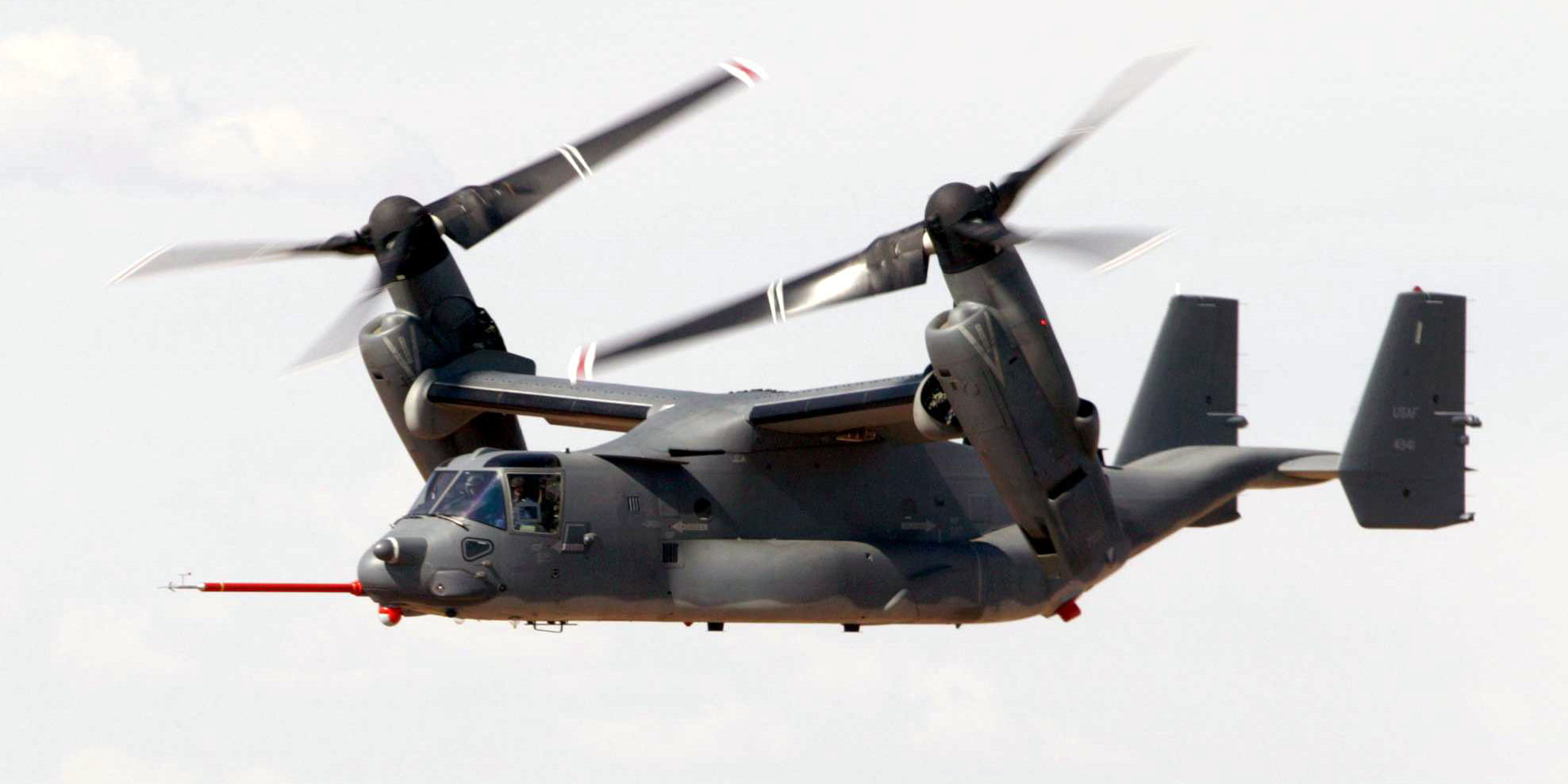
Un V-22 Osprey durante una misión de pruebas en agosto de 2003.

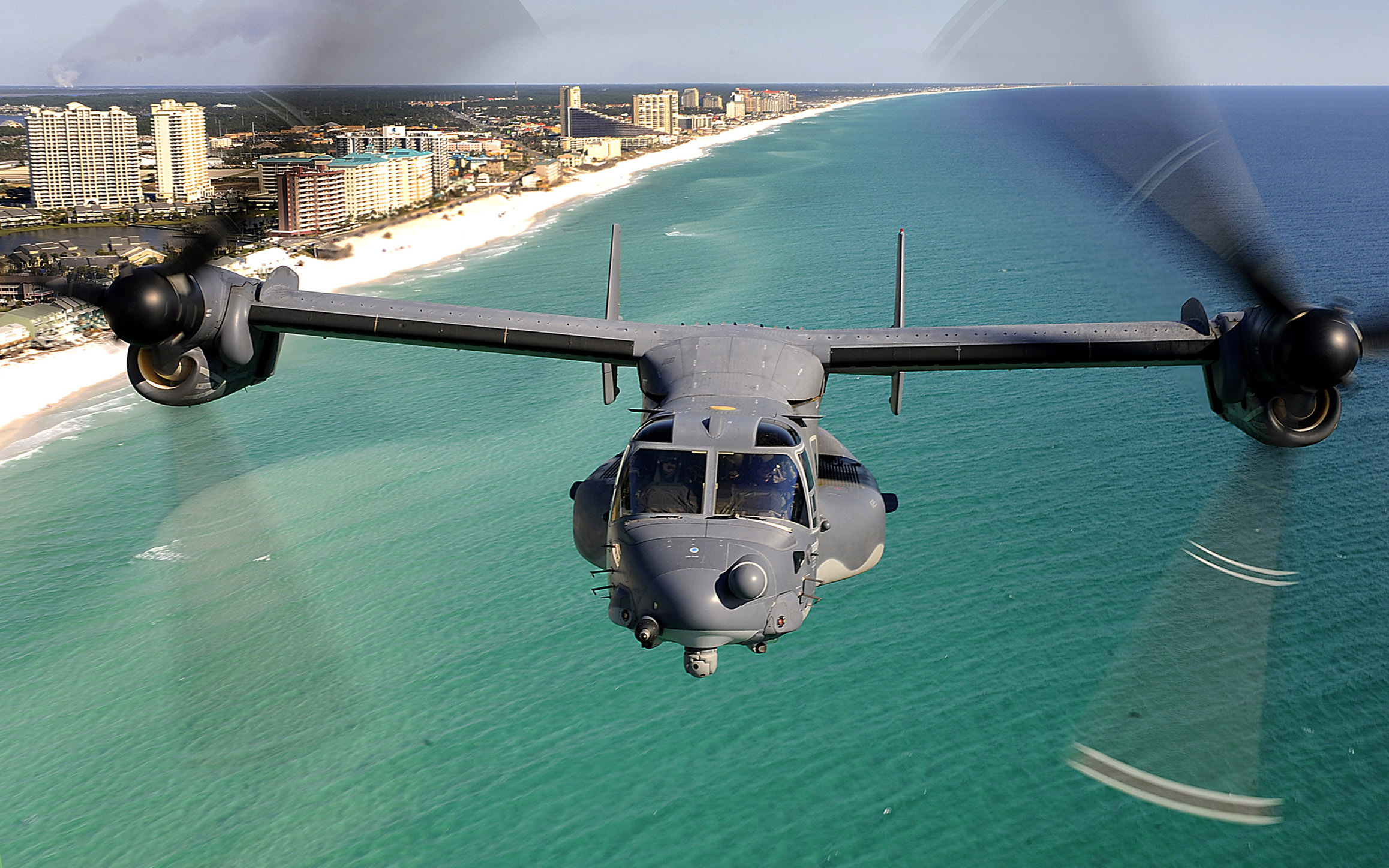
Un CV-22 del 8.º Escuadrón de Operaciones Especiales sobrevolando la Costa Esmeralda de Florida.

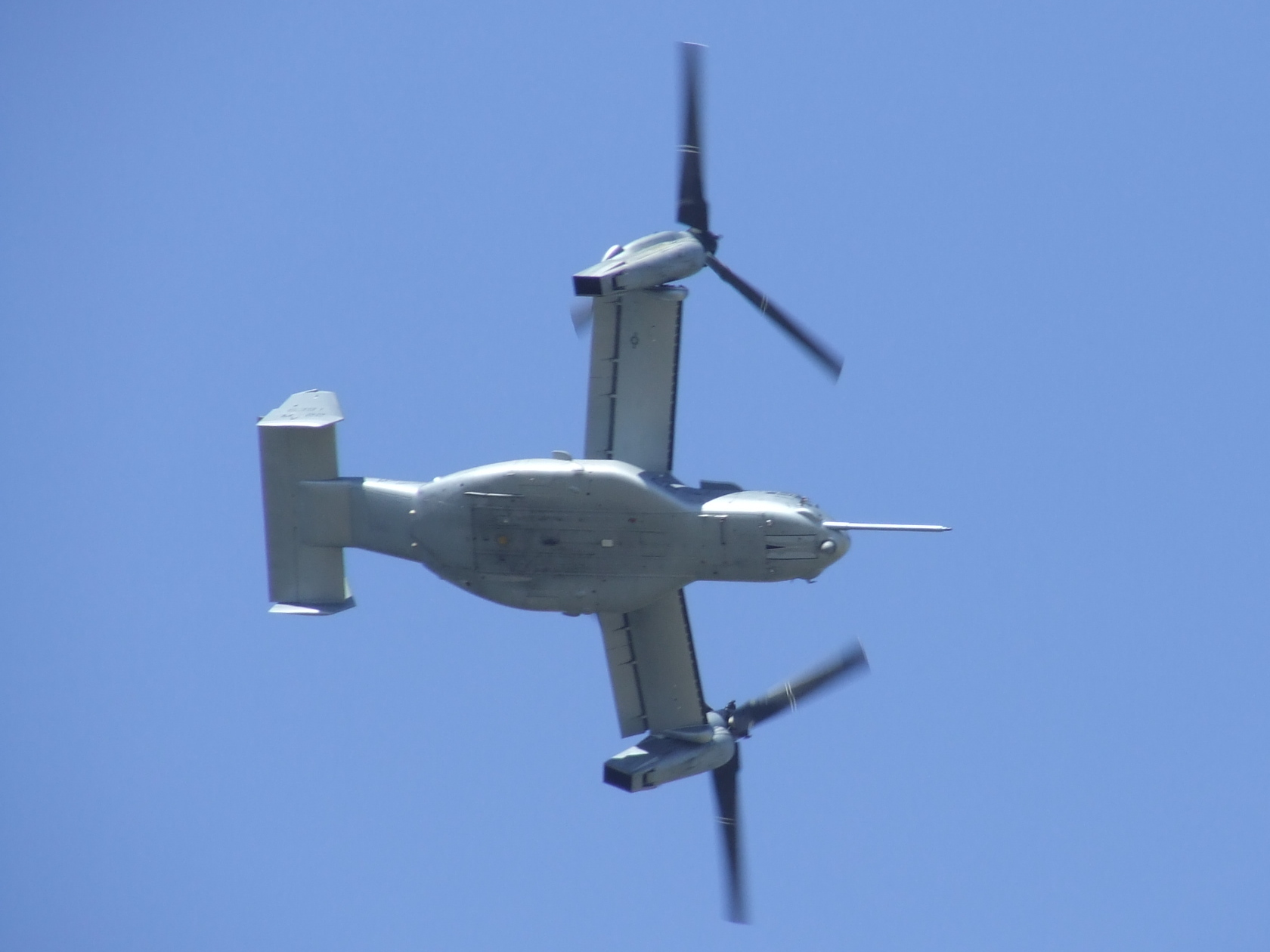
Vista inferior de un V-22 Osprey en la exhibición RIAT de 2006.

V-22A
Aviones de desarrollo de preproducción usados para prueba en vuelo. Denominación no oficial antes del rediseño de 1993.
HV-22
Variante considerada por la Armada de los Estados Unidos para búsqueda y rescate en combate (CSAR), entrega y recuperación de equipos de guerra especial, además de transporte de apoyo logístico de la flota. Sin embargo, la Armada eligió el MH-60S "Knighthawk" para esta función en 2001.
SV-22
Variante de guerra antisubmarina propuesta por la Armada de los Estados. La Armada estudió el SV-22 en los años 1980 para reemplazar el avión S-3 Viking y el helicóptero SH-2 Seasprite.
MV-22B
Variante de transporte del Cuerpo de Marines de los Estados Unidos. El Cuerpo de Marines es el servicio que ha liderado el desarrollo del V-22 Osprey, con un requerimiento original de 552 unidades, posteriormente rebajadas a 360. El MV-22B es una aeronave de asalto para transporte de tropas, equipamiento y suministros, capaz de operar desde buques o desde aeródromos expedicionarios en tierra. En el Cuerpo de Marines está reemplazando a los helicópteros CH-46E Sea Knight y CH-53D Sea Stallion.
CV-22B
Variante de la Fuerza Aérea de los Estados Unidos para el Mando de Operaciones Especiales de los Estados Unidos (USSOCOM). La misión del CV-22B de la Fuerza Aérea es llevar a cabo misiones de operaciones especiales de largo alcance. Está equipado con tanques de combustible suplementarios y radar de seguimiento del terreno. Ha reemplazado al helicóptero MH-53 Pave Low.
CMV-22B
Variante de transporte de la Armada estadounidense. El CMV-22B es una aeronave para transporte de personal, equipamiento y suministros a buques en alta mar. En concreto, hace de enlace logístico entre los buques del grupo de combate de un portaaviones y bases en tierra. En la Armada está reemplazando a los aviones C-2 Greyhound en la misión Carrier Onboard Delivery (COD).

## Operadores
El Cuerpo de Marines y la Fuerza Aérea de Estados Unidos disponían en conjunto de 112 V-22 en servicio a fecha de mayo de 2010. La mayoría son usados por los Marines.

### Actuales
Estados Unidos

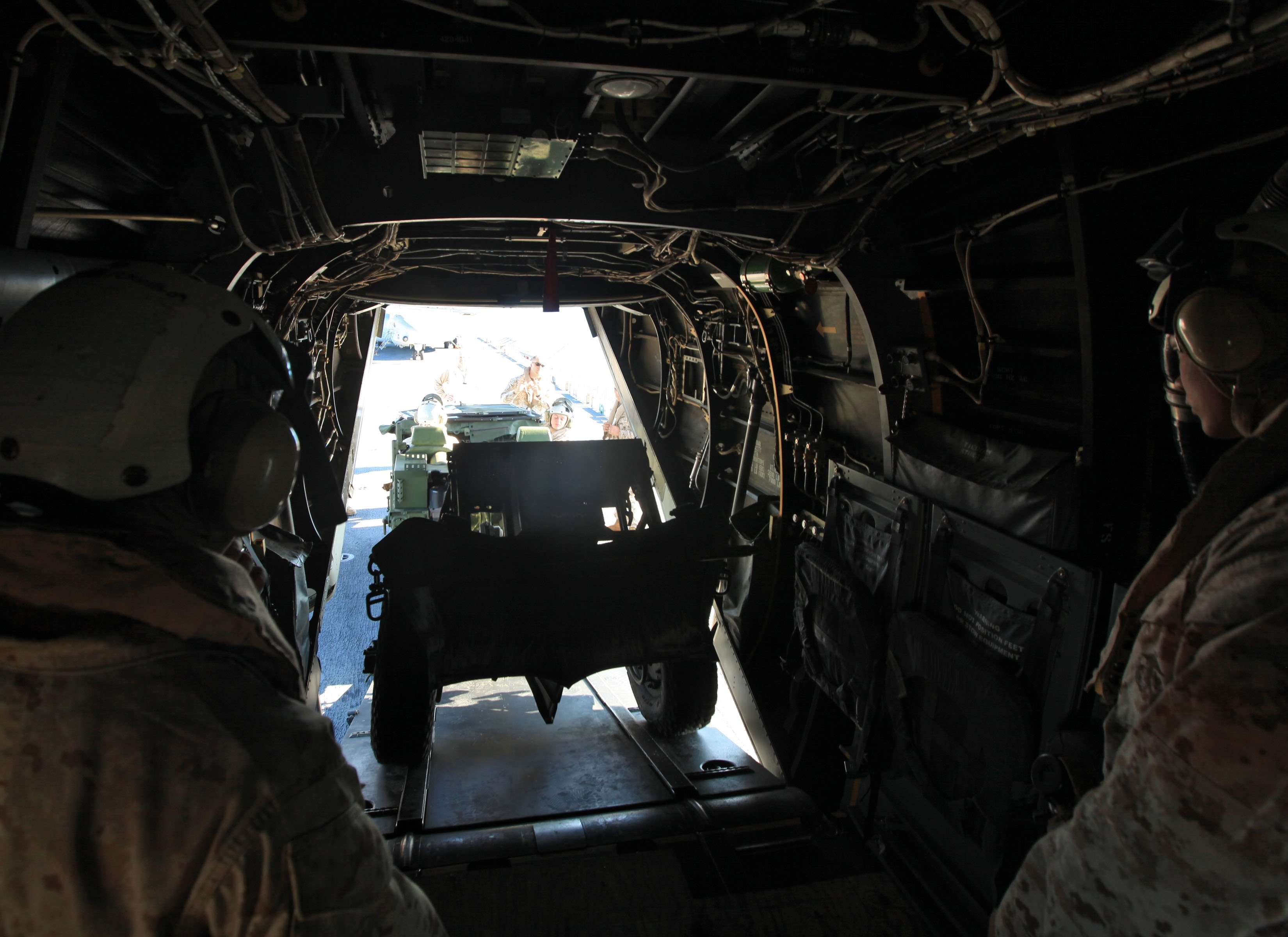
Mortero pesado remolcado M327 de 120mm y M1163 Growler reculan dentro de un MV-22 Osprey a bordo del USS Iwo Jima (LHD-7).

- Fuerza Aérea de los Estados Unidos: 12 CV-22 en servicio a fecha de abril de 2010.[32][33]

- 8.º Escuadrón de Operaciones Especiales (8 SOS) en Hurlburt Field, Florida
- 71.º Escuadrón de Operaciones Especiales (71 SOS) en la Base de la Fuerza Aérea Kirtland, Nuevo México
- 20.º Escuadrón de Operaciones Especiales (20 SOS) en la Base de la Fuerza Aérea Cannon, Nuevo México

- Cuerpo de Marines de los Estados Unidos: 83 MV-22 en servicio a fecha de marzo de 2010.[34]

- VMM-161
- VMM-162
- VMM-261
- VMM-263
- VMM-264
- VMM-266
- VMM-365
- VMM-561
- VMMT-204 - Escuadrón de entrenamiento
- VMX-22 - Escuadrón de pruebas y evaluación

- Armada de los Estados Unidos: Dispone de algunos CMV-22 para remplazar sus viejos Grumman C-2 Greyhound.

 Japón
Adquiridas 17 unidades en 2015.
- Fuerza de Autodefensa Terrestre de Japón: 2 MV-22 en servicio desde mayo de 2020. 2 unidades adicionales entregadas en febrero de 2021.[35]

## Accidentes

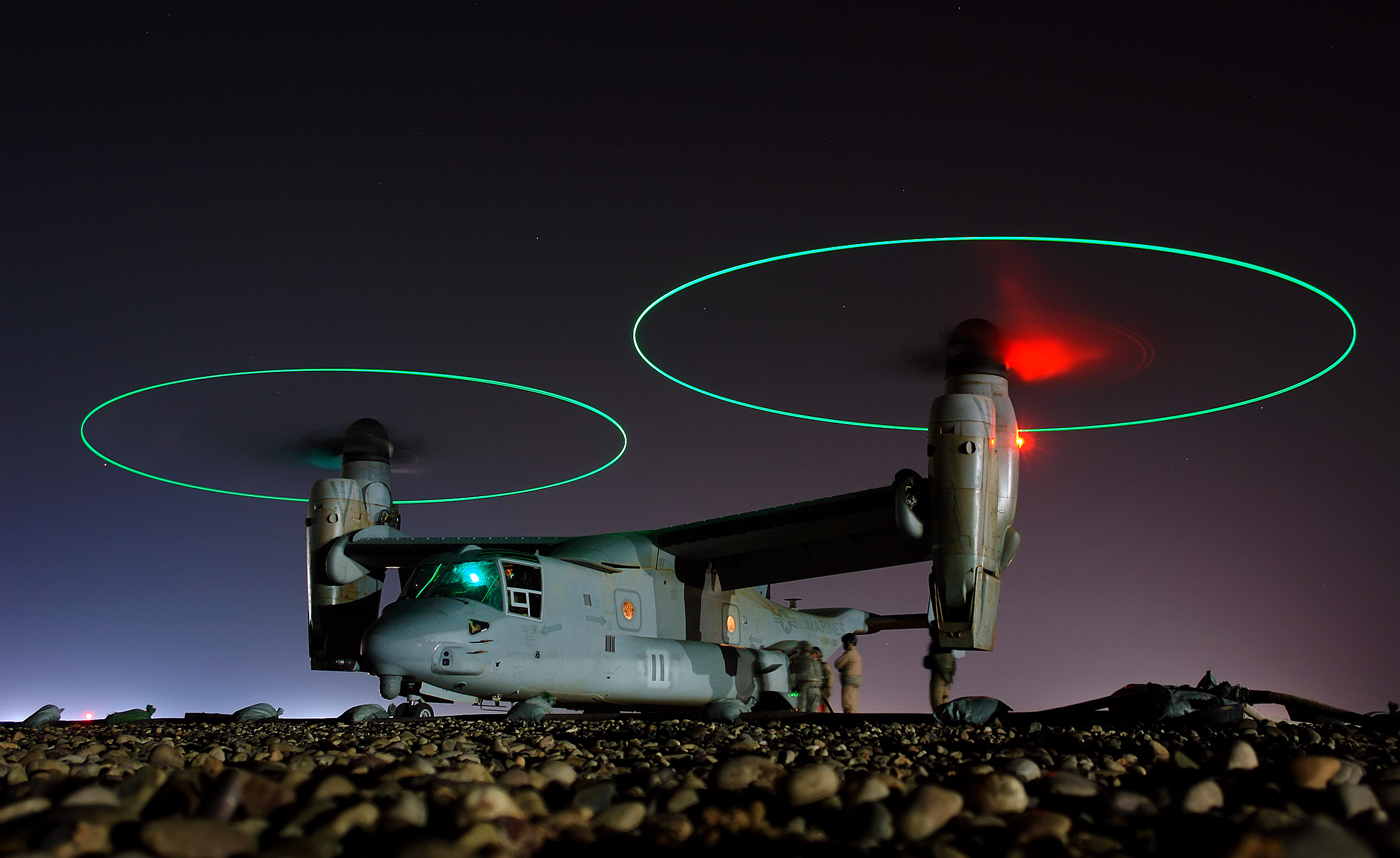
Repostaje de un MV-22 antes de una misión nocturna en Irak, en febrero de 2008.

De 1991 a 2001 hubo cinco accidentes importantes durante las pruebas.
- El 11 de junio de 1991, un mal cableado en el sistema de vuelo provocó dos heridos leves.[36]
- El 20 de julio de 1992, una fuga en la caja de cambios provocó un incendio, causando que la nave se precipitara al río Potomac, muriendo siete personas a bordo.[36]
- El 8 de abril de 2000, un V-22 cargado con Marines simulaba un rescate, trató de aterrizar en el Aeropuerto de Arizona; el rotor derecho se atascó, llevándolo a estrellarse desde 245 pies, muriendo los 19 tripulantes.[36]
- El 11 de diciembre de 2000, después de una fuga hidráulica y un desperfecto en los instrumentos, un V-22 cayó desde 1600 pies en un bosque de Jacksonville, al norte de California, causando la muerte a cuatro tripulantes.[36]
- El 11 de abril de 2012, durante el ejercicio León Africano en el suroeste de Marruecos, un MV-22 se precipitó a tierra dejando dos tripulantes heridos y dos muertos.[37]
- El 5 de agosto de 2017, un MV-22 que despego del buque de asalto anfibio USS Bonhomme Richard se choco contra la cubierta de vuelo del buque USS Green Bay y luego se estrelló en la Bahía de Shoalwater en la costa este de Australia. 23 Marines fueron rescatados y 3 murieron.[38]
- El 18 de marzo de 2022, en el ejercicio Cold Response en Noruega, se estrelló un MV-22B estadounidense, falleciendo los cuatro tripulantes.[39]
- El 8 de junio de 2022, un MV-22 se estrelló en el Condado de Imperial en el sur de California, los 5 tripulantes fallecieron en el accidente[40]
- El 27 de agosto de 2023, durante el ejercicio Predators Run, un MV-22 estadounidense que cargaba 23 Marines se estrelló en la isla de Melville, en la costa del Territorio del Norte en Australia. 3 tripulantes murieron en el accidente y los demás resultaron heridos.[41]
- El 29 de noviembre de 2023, un MV-22 de la Fuerza Aérea estadounidense se estrelló en el mar cerca de la costa de Yakushima, al sur de la isla de Kyushu, en Japón. La Guardia Costera japonesa encontró inicialmente a un tripulante muerto.[42] Los cuerpos de otros 5 tripulantes fueron encontrados varios días después. Dos tripulantes seguían sin ser encontrados. La Fuerza Aérea estadounidense declaró que los 8 tripulantes habían fallecido, y abandonó sus esfuerzos por encontrar a los 2 tripulantes restantes con vida.[43]

## Cultura popular
- El V-22 Osprey aparece al inicio de la película Transformers, en Transformers: el lado oscuro de la luna cuando algunos soldados se disponen a recuperar la ciudad de Chicago que fue sitiada por los Decepticons y en Transformers: el último caballero cuando algunos soldados  y los Autobots se disponen a atacar cybertron.
- El V-22 Osprey aparece en las películas Godzilla: King of the Monsters de 2019 y en Godzilla vs. Kong de 2021, como el vehículo principal de la agencia Monarch, encargada de buscar, confinar y estudiar a los titanes además del propio Godzilla.
- En la película Resident Evil: Afterlife al principio, manejado por Albert Wesker y también poco antes de los créditos se ven varios, todos propiedad de Umbrella Corporation. También aparecen en su continuación Resident Evil: Retribution atacando el barco Arcadia.
- En el videojuego Call of Duty: Modern Warfare 3 el jugador puede solicitar, como parte de una racha de bajas, el apoyo un V-22 Osprey que sobrevuela en una parte del mapa seleccionado por el jugador y depositar paquetes de ayuda para el y su equipo.
- Durante el capítulo 20 de la sexta temporada de la serie de TV JAG, el Osprey aparece cuestionado por la Comisión de Defensa del Congreso por sufrir un "casi accidente" durante una demostración realizada por un piloto del USMC a miembros de esa misma comisión.
- En los videojuegos Resistance 2 y Resistance 3 aparece una aeronave llamada VTOL muy parecida al V-22, aunque con un rotor adicional.
- En los videojuegos Command & Conquer: Red Alert 2 y su expansión Yuri's Revenge aparece como una unidad de soporte antisubmarinos de la facción Aliada, siempre a bordo de un destructor.
- En el videojuego LHX Attack Chopper para PC-DOS, un simulador de vuelo de helicópteros publicado en 1990, el V-22 Osprey es una de la aeronaves disponibles para ser pilotadas.
- En el videojuego Battlefield 3 aparece el "Osprey" en las misiones "Alzamiento" y "Turno de Noche".
- En el videojuego Half-Life y en sus expansiones Half-Life: Opposing Force y Half-Life: Decay aparece el "Osprey" múltiples veces.
- En el videojuego Grand Theft Auto V, el vehículo Avenger está basado en esta aeronave.
- En el videojuego Heatseeker (videojuego), en una misión, se ve a un V-22 Osprey siendo atacado por varios aviones; tenemos que cubrirlo hasta que llegue a un portaaviones aliado.
- En la película Battle: Los Angeles, al principio, en algunas escenas se puede ver a algunos V-22.
- Aparece en la película Terminator Salvation.
- En el videojuego Warface, en algunas operaciones especiales pueden verse aeronaves basadas en el V-22.
- Convertiplanos V-22 pueden ser vistos en la película Al filo del mañana en el asalto conjunto hacia Francia.

## Especificaciones (MV-22B)
Referencia datos: Norton, Boeing, Bell guide, Naval Air Systems Command, and USAF CV-22 fact sheet

### Características generales
- Tripulación: Cuatro (piloto, copiloto y 2 ingenieros de vuelo)
- Capacidad: 

  - 24 soldados (en asientos), 32 soldados (en el suelo), o
  - 1 vehículo ligero Growler.[47][48]
- Carga: 

  - 9070 kg de carga interna, o
  - 6800 kg de carga externa (doble enganche)
- Longitud: 17,5 m (57,4 ft)
- Envergadura: 14 m de ala; 25,8 m con rotores
- Altura: 6,73 m con los motores en posición vertical; 5,5 m en los estabilizadores de cola
- Superficie alar: 28 m²
- Área circular de los rotores: 212 m²
- Peso vacío: 15 032 kg (33 130,5 lb)
- Peso cargado: 21 500 kg (47 386 lb)
- Peso máximo al despegue: 27 400 kg (60 389,6 lb)
- Planta motriz: 2× turboeje Rolls-Royce Allison T406/AE 1107C-Liberty.
  - Potencia: 4586 kW (6323 HP; 6236 CV) cada uno.
- Hélices: 1× rotor tripala por motor.
- Diámetro de la hélice: 11,6 mRadio de combate del V-22 en Irak en comparación con el del CH-46.

### Rendimiento
- Velocidad máxima operativa (Vno): 

  - A nivel del mar: 463 km/h (288 MPH; 250 kt) 
  - A 4600 m de altitud: 565 km/h (351 MPH; 305 kt)
- Velocidad crucero (Vc): 446 km/h (277 MPH; 241 kt) a nivel del mar
- Alcance: 1627 km (879 nmi; 1011 mi)
- Radio de acción: 722 km
- Alcance en ferry: 3590 km con depósitos de combustible auxiliares internos
- Techo de vuelo: 7620 m (25 000 ft)
- Régimen de ascenso: 11,8 m/s (2323 ft/min)
- Potencia/peso: 427 W/kg
- Carga de rotor: 102,23 kg/m²

### Armamento
- Ametralladoras: 

  - 1× ametralladora media de M240 de 7,62 mm o ametralladora pesada M2 Browning de 12,7 mm montada en un afuste desmontable en la rampa trasera
  - 1× ametralladora rotativa GAU-17 Minigun de 7,62 mm montada en la parte inferior, en un sistema retráctil, controlada remotamente por vídeo (Remote Guardian System) (opcional)[49][50]

## Aeronaves relacionadas

### Desarrollos relacionados
- Weserflug WP 1003
- Bell XV-15
- Bell/Agusta BA609
- Bell Boeing Quad TiltRotor
- Bell V-280 Valor

### Aeronaves similares
- Canadair CL-84
- LTV XC-142

### Secuencias de designación
- Secuencia _V-_ (Aeronaves STOL/VTOL estadounidenses, 1962-presente): ← AV-16 - UV-18 - UV-20 - V-22 - UV-23 - V-24